# European Society for Analytical Philosophy
Die European Society for Analytic Philosophy (ESAP) ist die Europäische Gesellschaft für analytische Philosophie. Sie wurde 1991 in Zinal (Schweiz) von Kevin Mulligan zusammen mit Barry Smith, Peter Simons, Pierre Jacob, Marco Santambrogio, Andreas Kemmerling und Pascal Engel gegründet. Institutionelle Mitglieder der ESAP sind die verschiedenen nationalen Gesellschaften für analytische Philosophie in Europa, darunter die deutsche Gesellschaft für Analytische Philosophie (GAP), die französische SOPHA (Société de Philosophie Analytique) und die spanische, die portugiesische, die italienische, die kroatische, die rumänische und die zentraleuropäische Gesellschaft. Präsidiert wurde die ESAP von François Recanati (1991–93), Peter Simons (1993–96), Nenad Miscevic (1996–99), Wlodek Rabinowicz (1999–02), Joao Branquinho (2002–05), Jan Wolenski (2005–08), Michele di Francesco (2008–11) und Mircea Dumitru (2011–14). Der gegenwärtige Präsident von ESAP ist Stephan Hartmann, der den nächsten Kongress der Gesellschaft vom 21.–28. August 2017 an der LMU München ausrichten wird. Frühere Kongresse fanden in Aix-en-Provence (1993), Leeds (1996), Maribor (1999), Lund (2002), Lissabon (2005), Krakau (2008), Mailand (2011) und Bucharest (2014) statt. Die Zeitschrift Dialectica ist seit 1996 das offizielle Organ der ESAP. Die ESAP unterhält auf ihrer Homepage eine umfangreiche Agenda mit Veranstaltungen in analytischer Philosophie in Europa und fördert die analytische Philosophie in Europa auf vielfältige Weise. 